# Международный фестиваль искусств имени Сахарова
Международный фестиваль искусств имени Андрея Дмитриевича Сахарова — фестиваль, проходящий в Нижнем Новгороде с 1992 года в память об учёном и общественном деятеле Андрее Дмитриевиче Сахарове, отбывавшем здесь ссылку и регулярно посещавшем концерты в Нижегородской филармонии. В 2016 году фестиваль состоялся в четырнадцатый раз.

## История фестиваля
Впервые Международный фестиваль искусств имени А. Д. Сахарова прошел в 1992 году. Постоянное место проведения фестиваля — Нижегородская государственная академическая филармония имени Мстислава Ростроповича.

Инициатива проведения фестиваля принадлежала художественному руководителю Нижегородской филармонии, видному региональному культуртрегеру Ольге Томиной и виолончелисту, одному из основателей Квартета имени Бородина, Валентину Берлинскому. Идея получила благословение супруги Андрея Сахарова Елены Боннэр. Проведение фестиваля также поддержали Мстислав Ростропович, Святослав Рихтер, Миша Майский, Альфред Шнитке и многие другие известные деятели культуры. 
«Я очень счастлив. Счастлив оттого, что Сахарову — величайшему человеку и гражданину нашей эпохи будет посвящен Международный фестиваль, счастлив оттого, что он произойдет в Нижнем Новгороде — городе, исторически связанном с именем академика Сахарова, в городе, в котором, по моей инициативе, был проведен первый в СССР фестиваль современной музыки в 1962 году, в городе со столь давними и славными музыкальными традициями… Горький период нашего славного города, который сделали „закрытым“ не только для иностранцев, но и для мировой культуры, как я надеюсь,- прошел. Город должен возродить свою былую славу в мире искусства и этому, безусловно, поможет …фестиваль, который, кроме увековечения имени Великого сына России, должен нести идеи гуманизма, человечности, свободы и красоты»
Из первого послания фестивалю от Мстислава Ростроповича. 
В 1999 году он первым среди отечественных фестивалей был принят в Европейскую ассоциацию фестивалей при ЮНЕСКО.
В программе каждого фестиваля есть специальные дни, посвященные культуре и искусству отдельных европейских стран — Нидерландов, Германии, Франции, Великобритании, Австрии и Венгрии.
Традиционно фестиваль проходит под патронатом губернатора и Правительства Нижегородской области, при поддержке Министерства культуры Российской Федерации, Министерства культуры Нижегородской области и Администрации Нижнего Новгорода. 

## Участники фестиваля
Среди участников фестиваля:
- Мстислав Ростропович
- Галина Вишневская
- Владимир Спиваков и Виртуозы Москвы
- Денис Мацуев
- Михаил Майский
- Юрий Башмет и Солисты Москвы
- Дора Шварцберг
- Саулюс Сондецкис
- Сергей Накаряков
- Квартет имени Бородина
- Элисо Вирсаладзе
- Наталия Гутман
- Сергей Крылов
- Сергей Юрский
- Хоровая капелла имени А. А. Юрлова.